# هاتف (مجموعه تلویزیونی)
هاتف نام یک مجموعه تلویزیونی ایرانی به تهیه‌کنندگی نعمت چگینی و کارگردانی داریوش یاری و به نویسندگی فروغ فروهیده است که در از مرداد ۱۳۹۶ تولید آن آغاز شد. این سریال از ۱۵ مهر ۱۳۹۶ از شبکه یک سیما پخش شد.

## خلاصه داستان
سریال هاتف قصه یک خبرنگار به نام ریحانه فیاض است . ریحانه به اصرار پدرش راهی سفر زیارتی کربلا می‌شود در کربلا پدرش بر اثر یک سکته قلبی فوت می‌کند و او را با یک وصیت نامه نصفه و نیمه رها می‌کند. وصیتنامه ای که زندگی ریحانه و خانواده اش را وارد چالش‌های جدیدی می‌کند.

## بازیگران
- زیبا بروفه در نقش :ریحانه فیاض
- حمید گودرزی در نقش :دانیال
- محمد حاتمی در نقش :صادق فیاض
- مریم بوبانی در نقش:همسر ابراهیم
- کمند امیرسلیمانی در نقش :پونه
- محمدباقر مرادی‌فرد در نقش :حاج خلیل (عمو خلیل)
- شهرام قائدی در نقش :میثم
- محمد فیلی  در نقش:حاج ابراهیم فیاض
- کاظم بلوچی
- رزیتا غفاری در نقش :زهرا
- بهزاد خداویسی در نقش : بنکدار
- طوفان مهردادیان
- حدیثه تهرانی
- جواد زیتونی
- سلمان فرخنده
- حشمت آرمیده در نقش:خان دایی
- مهری آل آقا در نقش : اکرم خانم
- صفر علی کوهی
- ترنم کرمانیان